# Lander Olaetxea
Lander Olaetxea Ibaibarriaga (Abadiño, 12 aprile 1993) è un calciatore spagnolo, centrocampista dell'Eibar.

## Carriera
Ha esordito in Segunda División il 9 novembre 2015 disputando con il Bilbao Athletic l'incontro vinto 2-0 contro il 
Costa Brava.

## Statistiche

### Presenze e reti nei club
Statistiche aggiornate al 3 dicembre 2021.
| Stagione               | Squadra                | Campionato             | Campionato | Campionato | Coppe nazionali | Coppe nazionali | Coppe nazionali | Coppe continentali | Coppe continentali | Coppe continentali | Altre coppe | Altre coppe | Altre coppe | Totale | Totale |
| Stagione               | Squadra                | Comp                   | Pres       | Reti       | Comp            | Pres            | Reti            | Comp               | Pres               | Reti               | Comp        | Pres        | Reti        | Pres   | Reti   |
| ---------------------- | ---------------------- | ---------------------- | ---------- | ---------- | --------------- | --------------- | --------------- | ------------------ | ------------------ | ------------------ | ----------- | ----------- | ----------- | ------ | ------ |
| 2015-2016              | Bilbao Athletic        | SD                     | 9          | 0          |                 | -               | -               |                    | -                  | -                  |             | -           | -           | 9      | 0      |
| 2016-2017              | Bilbao Athletic        | SDB                    | 33         | 2          |                 | -               | -               |                    | -                  | -                  |             | -           | -           | 33     | 2      |
| Totale Bilbao Athletic | Totale Bilbao Athletic | Totale Bilbao Athletic | 42         | 2          |                 | -               | -               |                    | -                  | -                  |             | -           | -           | 42     | 2      |
| 2017-2018              | Gernika                | SDB                    | 33         | 7          |                 | -               | -               |                    | -                  | -                  |             | -           | -           | 33     | 7      |
| 2018-2019              | UD Logroñés            | SDB                    | 30         | 3          | CR              | 3               | 0               |                    | -                  | -                  |             | -           | -           | 33     | 3      |
| 2019-2020              | UD Logroñés            | SDB                    | 26         | 6          | CR              | 2               | 0               |                    | -                  | -                  |             | -           | -           | 28     | 6      |
| 2020-2021              | UD Logroñés            | SD                     | 34         | 1          | CR              | 0               | 0               |                    | -                  | -                  |             | -           | -           | 34     | 1      |
| Totale UD Logroñés     | Totale UD Logroñés     | Totale UD Logroñés     | 90         | 10         |                 | 5               | 0               |                    | -                  | -                  |             | -           | -           | 95     | 10     |
| 2021-2022              | Amorebieta             | SD                     | 16         | 2          | CR              | 1               | 0               |                    | -                  | -                  |             | -           | -           | 17     | 2      |
| Totale carriera        | Totale carriera        | Totale carriera        | 181        | 21         |                 | 6               | 0               |                    | -                  | -                  |             | -           | -           | 187    | 21     |